# ألبرت بلاكلي
ألبرت بلاكلي هو سياسي أمريكي، ولد في 25 سبتمبر 1806، وتوفي في 21 أغسطس 1889. نشط حزبياً في الحزب الجمهوري. وقد انتخب عضو جمعية ولاية نيويورك ‏ وانتخب عضو مجلس ولاية نيويورك ‏.